# 明光通用机场
明光通用机场为中华人民共和国安徽省滁州市明光市的通用机场，爲A1类通用机场，飞行区等级指標2B，設一条长1200米、宽30米跑道，1条长61.5米、宽10.5米垂直联络道，8个停机位的站坪，占地490.54亩，总建筑面积9210平方米。2022年12月26日正式開工。

## 历史
2018年，明光通用机场项目前期工作项目中标公示发布。2020年，选址已经通过华东民航局，东部战区空军作战处、航管处审查。